# Tallbrokvecklare
Tallbrokvecklare (Piniphila bifasciana) är en fjärilsart som beskrevs av Adrian Hardy Haworth 1811. Tallbrokvecklare ingår i släktet Piniphila och familjen vecklare. Arten är reproducerande i Sverige. Inga underarter finns listade i Catalogue of Life.